# Call to Glory
Call to Glory is een Amerikaanse dramaserie die van 13 augustus 1984 tot en met 30 juni 1985 uitgezonden werd door ABC. Er werd één seizoen van 24 afleveringen geproduceerd, maar de serie werd met twee onuitgezonden afleveringen voortijdig afgevoerd.

## Verhaal
De serie richt zich op USAF-piloot kolonel Raynor Sarnac (Craig T. Nelson) en zijn gezin, die in de buurt van Edwards Air Force Base wonen, waar Sarnac begin jaren zestig gestationeerd was.
De eerste aflevering gaat over de U-2-vluchten boven Cuba tijdens de Cubacrisis van 1962. Na verloop van tijd ging de serie zich meer richten op de eenzaamheid van zijn vrouw Vanessa Sarnac (Cindy Pickett) tijdens haar verblijf op de basis en wat zij en haar gezin deden om tijd te besteden aan nuttige bezigheden terwijl ze in Antelope Valley geisoleerd waren van de rest van de beschaving.

## Rolverdeling
| Acteur           | Personage             |
| ---------------- | --------------------- |
| Craig T. Nelson  | kolonel Raynor Sarnac |
| Cindy Pickett    | Vanessa Sarnac        |
| Elisabeth Shue   | Jackie Sarnac         |
| Gabriel Damon    | R.H. Sarnac           |
| Thomas O'Brien   | Patrick Thomas        |
| Keenan Wynn      | Carl Sarnac           |
| David Hollander  | Wesley Sarnac         |
| David Lain Baker | Tom Bonelli           |

## Afleveringen
| Nr. | Titel aflevering       | Uitzenddatum VS   |
| --- | ---------------------- | ----------------- |
| 1   | Pilot                  | 13 augustus 1984  |
| 2   | Pilot                  | 13 augustus 1984  |
| 3   | The Move               | 20 augustuts 1984 |
| 4   | Blackbird              | 27 augustuts 1984 |
| 5   | Paper Tiger            | 3 september 1984  |
| 6   | A Nation Divided       | 17 september 1984 |
| 7   | Go / No Go             | 24 september 1984 |
| 8   | Call It Courage        | 1 oktober 1984    |
| 9   | A Wind from the East   | 8 oktober 1984    |
| 10  | A Moment in the Sun    | 22 oktober 1984   |
| 11  | Cover Story            | 29 oktober 1984   |
| 12  | Realities              | 12 november 1984  |
| 13  | The Wake               | 19 november 1984  |
| 14  | Medals All of Brass    | 26 november 1984  |
| 15  | A Wind of Change       | 3 december 1984   |
| 16  | Give Unto Caesar       | 17 december 1984  |
| 17  | Moonchild              | 15 januari 1985   |
| 18  | Images                 | 22 januari 1985   |
| 19  | Fathers and Sons       | 29 januari 1985   |
| 20  | Just in Time           | 12 februari 1985  |
| 21  | The JFK Years          | 30 juni 1985      |
| 22  | The JFK Years          | 30 juni 1985      |
| 23  | Fathers and Daughters  | niet uitgezonden  |
| 24  | The End, the Beginning | niet uitgezonden  |